# Alfredo Cottrau
Alfredo Cottrau (nato come Alfredo Enrico-Ernesto Cottrau; Napoli, 3 ottobre 1839 – Napoli, 23 maggio 1898) è stato un ingegnere, imprenditore e politico italiano. Fu uno dei maggiori progettisti di strutture in ferro per le stazioni e ponti ferroviari a traliccio, nonché di opere di alta ingegneria in ferro.

## Famiglia
Figlio del compositore ed editore Guglielmo Cottrau (1797 – 1847), sposò Edwige Pinceri e successivamente Enrica Giussani, e attraverso la figlia Albina fu il bisnonno dei fratelli Mario e Carlo D'Urso.
Aveva tre fratelli: Teodoro, Giulio e Paolo.

## Biografia
Dopo la morte del padre, avvenuta quando Alfredo aveva otto anni, fu mandato a Tolone a studiare al collegio della Marina Militare francese e quindi presso l'École préparatoire de la Marine, aiutato in tal senso dal fatto che alcuni parenti erano degli ufficiali della Marina francese, senza però completare la carriera per non dover rinunciare alla cittadinanza napoletana. Lavorò per la Ernest Goüin & C.ie.
Tornato in Italia si fece subito strada collaborando a grandi progetti di ponti e stazioni per le ferrovie russe tra Pietroburgo e Varsavia; si mise successivamente in evidenza per grandi opere costruite anche in Italia, come il ponte sul Po a Mezzana Corti, frazione di Cava Manara, a trave doppia per ferrovia e strada costruito a tempo di record tra il 1865 e il 1867. La struttura, grandiosa, era lunga 824 metri ed era composta di 10 campate su piloni costruiti con una tecnica molto innovativa.
A soli trent'anni Cottrau aveva già acquisito un grande credito al punto che gli venne conferito il titolo di ingegnere ispettore delle costruzioni metalliche.
Nel 1866 il ministro dei lavori pubblici Jacini aveva incaricato proprio Cottrau, divenuto ormai un tecnico di fama internazionale, di studiare un progetto di ponte sullo Stretto di Messina tra Calabria e Sicilia.
La sua opera continuava inarrestabile: costruiva il ponte girevole di Taranto e nel 1868, per conto della Società Italiana per le strade ferrate meridionali, il viadotto di Castellaneta sulla linea ferroviaria Bari-Taranto. Questa era un'opera abbastanza insolita per l'Italia, perché costituito da una travata continua di 230 metri sostenuta da pile metalliche a traliccio alte fino a 70 metri.
Nel 1870 assumeva la conduzione dell'Impresa industriale italiana di costruzioni metalliche di Castellammare di Stabia producendo fino al 1887 oltre 4000 lavori differenti.

Tra i tanti progetti uno, quello di un ponte militare portatile istantaneo, da lui brevettato, suscitò l'interesse del grande Eiffel che con alcuni adattamenti lo fece adottare dal Genio militare francese.
Nel 1881 venne decorato di medaglia d'oro al merito industriale. Nel contempo aveva ottenuta la libera docenza presso la Regia Scuola di applicazione degli Ingegneri ed Architetti di Napoli.
Nel 1886, per conto della Società italiana per le Strade Ferrate Secondarie della Sardegna, elaborò i progetti per la rete secondaria a scartamento ridotto dell'isola.
Alfredo Cottrau ha realizzato numerose gallerie in ferro e vetro per le stazioni. È noto il suo lavoro per la Stazione Centrale di Napoli (1867). Cottrau scrisse molte opere sulle costruzioni metalliche che fecero testo per molto tempo appresso.

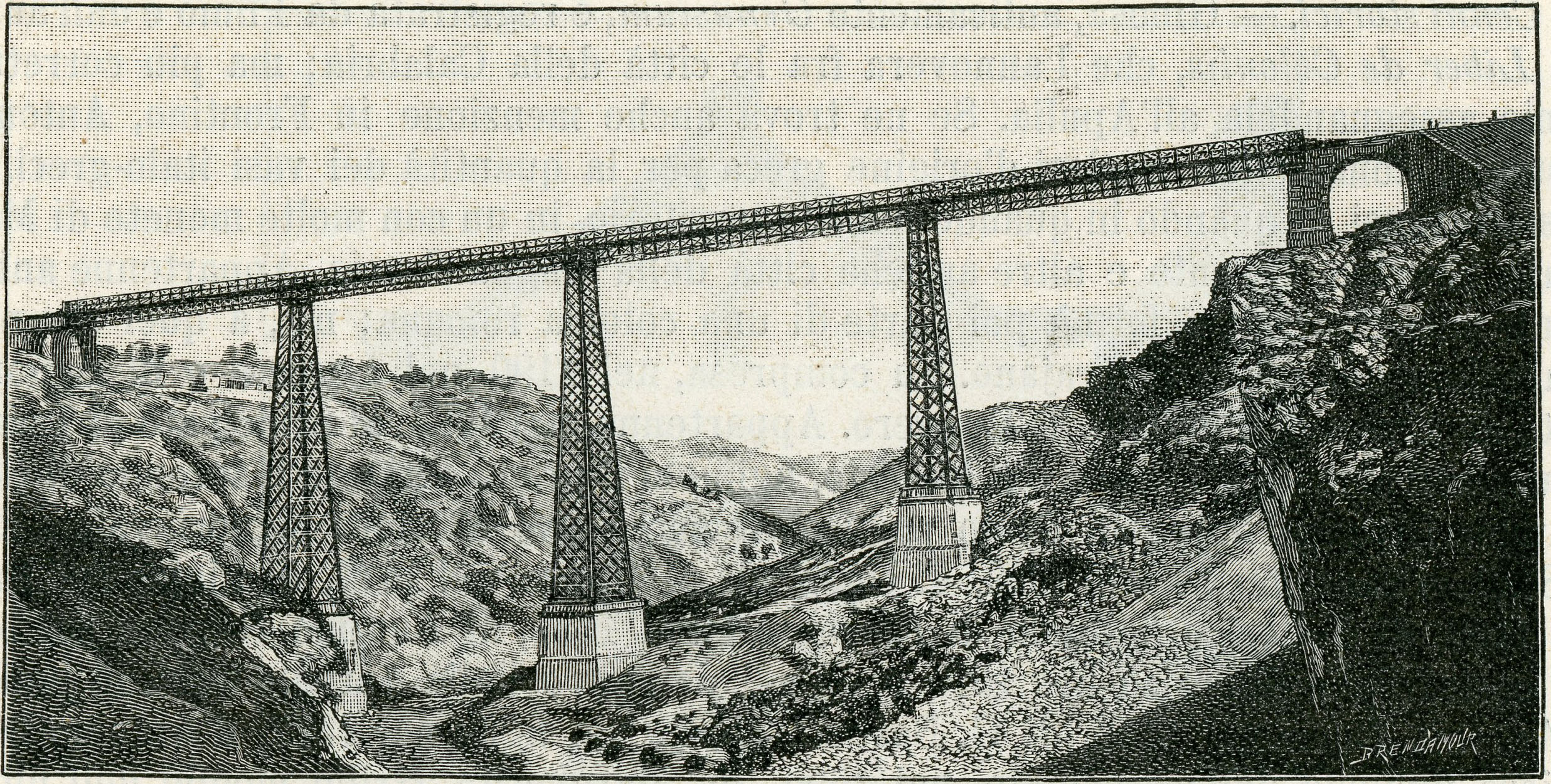
Castellaneta: ponte in ferro (xilografia di Richard Brend'amour 1899).

Fondò l'Impresa industriale Italiana, successivamente diventata Impresa Industriale Italiana di Costruzioni Metalliche a Castellammare di Stabia in zona Ogliastro contribuendo allo sviluppo dell'economia della cittadina, per cui fu insignito della cittadinanza onoraria del Comune da parte delle autorità comunali.

## Impegno politico
Fu consigliere comunale per il comune di Napoli dall'agosto 1878 al gennaio 1879, autore di scritti politici sulla sua città natale pubblicati su Nuova Antologia.

## Alcune opere
- Ponte sul fiume Po a Mezzana Corti.[1]
- Ponte Girevole a Taranto sull'uscita del porto.
- Viadotto di Castellaneta sulla ferrovia Bari-Taranto.
- Ponte sul fiume Ticino a Sesto Calende.
- Ponte sulla Dora Riparia a Torino.
- Ponte sul fiume Piave a San Donà di Piave.
- Ponte sul Fiume Olona a Malnate, Ferrovia Saronno-Varese-Laveno Mombello (ricostruito nel 1928 in calcestruzzo armato).[12]
- Copertura a lucernaio del Museo Civico Gaetano Filangieri.